# Karl Blume (Komponist)

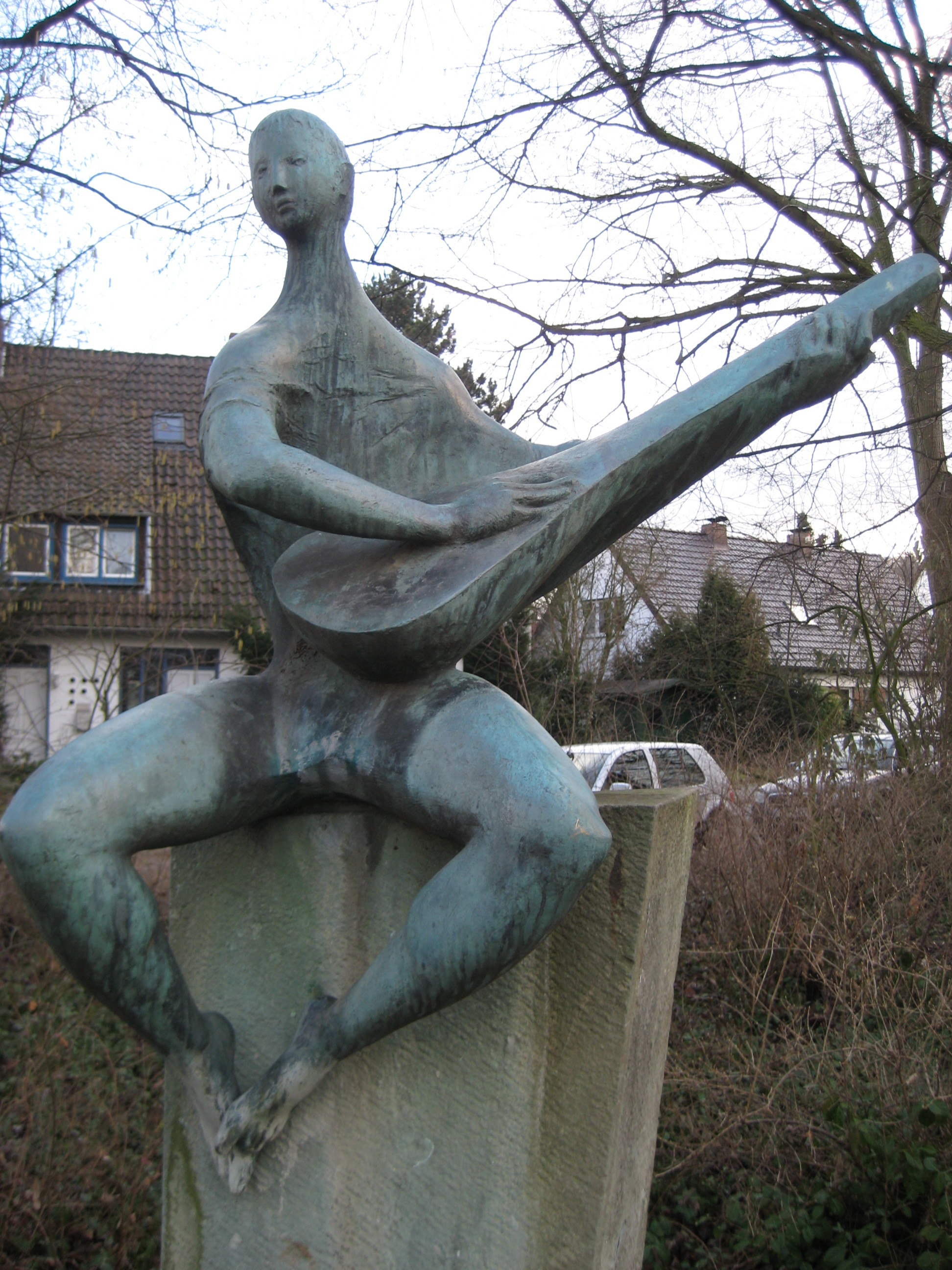
Mit dem Mann mit Laute von Hans Gerd Ruwe setzte Osnabrück Karl Blume ein Denkmal.

Karl Blume (* 13. Oktober 1883 in Osnabrück; † 5. Januar 1947 in Berlin) war ein deutscher Komponist und Sänger (Bariton). Bekannt wurde er durch Vertonungen von Hermann-Löns-Gedichten. Blumes bekanntestes Werk ist die Vertonung von Löns’ Grün ist die Heide. Das Lied wurde unter anderem von Rudolf Schock, Willy Schneider und Richard Tauber gesungen. Das Löns-Lied Als ich gestern einsam ging nahm Hannes Wader 1990 in sein Album Hannes Wader singt Volkslieder auf.

## Leben
Blume war der Sohn eines Osnabrücker Zigarrenmachers. Seine musikalische Ausbildung erhielt er an der Musikschule in Quakenbrück. Er arbeitete als Orchestermusiker in Düsseldorf sowie als Kapellmeister. Während des Ersten Weltkriegs war er Soldat. In dieser Zeit komponierte er an der Front in Frankreich Grün ist die Heide. Das Lied wurde zu einem Schlager, den auch Fred Bertelmann und Roy Black sangen. Zu einem Schlager wurde ebenso Rosemarie. Daneben komponierte er Walzerlieder. Nach Kriegsende war er als „letzter fahrender Sänger“ in Deutschland unterwegs. In den 1920er Jahren veröffentlichte er eine Reihe von Tonaufnahmen, bei denen er sich häufig auf der Laute begleitete. Später ließ er sich in Berlin nieder. Zum 1. April 1933 trat er in die NSDAP ein (Mitgliedsnummer 1.705.883).
In der Verfilmung von Grün ist die Heide (1932) trat Blume selbst auf. Als musikalisches Leitmotiv diente die Heide-Melodie auch in der Neuverfilmung Grün war die Heide von 1951 und in dem Film Grün ist die Heide von 1972. Er komponierte außerdem die Musik für den Film Wenn ein Mädel Hochzeit macht (1935) von Carl Boese. In den 1940er Jahren trat er wieder als Sänger mit Laute auf.
Blume starb 1947 in Berlin und wurde auf dem Waldfriedhof in Kleinmachnow beigesetzt.
1963 setzte ihm seine Geburtsstadt ein Denkmal mit dem von dem Osnabrücker Bildhauer Hans Gerd Ruwe  geschaffenen Mann mit Laute. Die Bronze-Skulptur befindet sich in einer Grünanlage am Riedenbach und wurde im Dezember 1963 in Anwesenheit seiner Witwe Ida-Elisabeth Blume enthüllt.